# The Swindler
The Swindler é um filme de drama mudo produzido no Reino Unido, dirigido por Maurice Elvey e lançado em 1919.